# Anno 1696
Anno 1696 deveti je studijski album finskog metal-sastava Insomnium. Diskografska kuća Century Media Records objavila ga je 24. veljače 2023.

## O albumu
Insomnium je počeo raditi na pjesmama za novi album malo prije objave EP-a Argent Moon 2021., a namjeravao ga je objaviti 2022. Stihovi pjesama na uratku, kao što je bio slučaj i s albumom Winter's Gate iz 2016., utemeljeni su na kratkoj priči pjevača i basista Niila Sevänena koja govori o gladi na sjeveru Europe i progonu vještica.
Skupina je objavila tri singla prije samog albuma; prvi singl „Lilian” izdan je 4. studenoga 2022., „White Christ” objavljen je 14. prosinca 2022. i na njemu gostuje Sakis Tolis, pjevač grčke black metal-grupe Rotting Christ, a posljednji singl „The Witch Hunter” objavljen je 17. siječnja 2023. Za svaki je navedeni singl objavljen i glazbeni spot, a skupina je objavila spot i za pjesmu „Godforsaken”, koji je objavljen istoga dana kad i album.
Skupina je objavila i posebnu inačicu albuma u ograničenoj nakladi koja sadrži i EP Songs of the Dusk; na njemu se nalaze tri dodatne pjesme snimljene tijekom rada na albumu. Century Media Records zasebno ga je objavio 3. studenoga 2023.

## Popis pjesama
Tekstovi: Niilo Sevänen. 
| 1.    | »1696«             | Markus Vanhala            | 6:18 |
| 2.    | »White Christ«     | Vanhala                   | 6:03 |
| 3.    | »Godforsaken«      | Vanhala                   | 8:35 |
| 4.    | »Lilian«           | Ville Friman              | 4:29 |
| 5.    | »Starless Paths«   | Sevänen, Jani Liimatainen | 7:48 |
| 6.    | »The Witch Hunter« | Vanhala                   | 5:43 |
| 7.    | »The Unrest«       | Liimatainen               | 3:52 |
| 8.    | »The Rapids«       | Vanhala                   | 7:38 |
| 50:26 |                    |                           |      |

| EP Songs of the Dusk objavljen na posebnoj inačici albuma | EP Songs of the Dusk objavljen na posebnoj inačici albuma | EP Songs of the Dusk objavljen na posebnoj inačici albuma | EP Songs of the Dusk objavljen na posebnoj inačici albuma | EP Songs of the Dusk objavljen na posebnoj inačici albuma | EP Songs of the Dusk objavljen na posebnoj inačici albuma | EP Songs of the Dusk objavljen na posebnoj inačici albuma | EP Songs of the Dusk objavljen na posebnoj inačici albuma | EP Songs of the Dusk objavljen na posebnoj inačici albuma | EP Songs of the Dusk objavljen na posebnoj inačici albuma |
| Br.                                                       | Skladba                                                   | Skladatelj                                                | Trajanje                                                  |                                                           |                                                           |                                                           |                                                           |                                                           |                                                           |
| --------------------------------------------------------- | --------------------------------------------------------- | --------------------------------------------------------- | --------------------------------------------------------- | --------------------------------------------------------- | --------------------------------------------------------- | --------------------------------------------------------- | --------------------------------------------------------- | --------------------------------------------------------- | --------------------------------------------------------- |
| 1.                                                        | »Flowers of the Night«                                    | Vanhala                                                   | 5:28                                                      |                                                           |                                                           |                                                           |                                                           |                                                           |                                                           |
| 2.                                                        | »Stained in Red«                                          | Friman                                                    | 6:50                                                      |                                                           |                                                           |                                                           |                                                           |                                                           |                                                           |
| 3.                                                        | »Song of the Dusk«                                        | Sevänen, Vanhala                                          | 9:43                                                      |                                                           |                                                           |                                                           |                                                           |                                                           |                                                           |
| 22:01                                                     |                                                           |                                                           |                                                           |                                                           |                                                           |                                                           |                                                           |                                                           |                                                           |

## Recenzije
| Recenzije                       | Recenzije |
| Izvor                           | Ocjena    |
| ------------------------------- | --------- |
| Blabbermouth                    | 8,5/10    |
| Metal.de                        | 9/10      |
| Metal Hammer (njemačka inačica) | 5,5/7     |
| Metal Injection                 | 8,5/10    |
| Rock Hard                       | 8/10      |
| Sputnikmusic                    | 3,7/5     |

Dobio je pozitivne kritike. Recenzentica Angela, pišući za Metal.de, dala mu je devet bodova od njih deset izjavivši da su singlovi „već pokazali da je to zaista kvalitetan album”, istaknuvši veći utjecaj „blackened death metala” i zaključivši da je riječ o „jednom od najžešćih albuma” sastava. U osvrtu za Metal Injection Jordan Blum komentirao je da označava „vrhunac suvremena finskog melodičnog death metala” i zaključio da je riječ o „pedantno osmišljenu putovanju koje neprekidno hipnotizira i utjelovljuje sve najbolje [osobine] Insomniuma i žanra kojemu pripada”. Dao mu je osam i pol bodova. Jednaku mu je ocjenu dao i Dom Lawson u recenziji za Blabbermouth. Izjavio je da je sastav „oduvijek odličan”, ali da je „sad još bolji” te ga je pohvalio izjavivši da se „[i] dalje zagriženo razvija i pritom se pridržava svojeg početnog plana”. Pišući za Rock Hard, Patrick Schmidt dao mu je osam bodova od deset istaknuvši da je „miks predivno dinamičan i transparentan” i nazvavši uradak „najzrelijim djelom” skupine do danas.
U recenziji za njemačku inačicu časopisa Metal Hammer Sebastian Kessler izjavio je da „kvintet jamči trajne žmarce i stiskanje šaka na osam pjesama melodičnog death metala s primjesama black [metala]”, no dao mu je pet i pol bodova od njih sedam napisavši da se skupina „rijetko oslanja na jednostavan obrazac strofa-pripjev-strofa” i da su im pjesme stoga „glomazne”. Sputnikmusicov recenzent Fernando Alves dao mu je tri i pol boda od njih pet zaključivši da „nije žestok napad [...] kakav je obećao Niilo Sevänen poslije prethodnog izleta skupine u mirnije vode ni najdomljivije postignuće sastava do danas, ali uspio je dokazati da je Insomnium nezanemariv igrač u žanru i u glazbenom i u konceptualnom smislu”.

## Zasluge
| Insomnium - Niilo Sevänen – bas-gitara, vokal, aranžman, produkcija - Ville Friman – gitara, aranžman, produkcija, snimanje električne gitare - Jani Liimatainen – gitara, čisti vokal, aranžman, produkcija, snimanje električne gitare - Markus Vanhala – gitara, čisti vokal, aranžman, produkcija, snimanje električne gitare - Markus Hirvonen – bubnjevi, aranžman, produkcija Dodatni glazbenici - Coen Janssen – klavijatura, aranžman klavijatura - Sakis Tolis – vokal (na pjesmi „White Christ”) - Johanna Kurkela – vokal (na pjesmi „Godforsaken”) | Ostalo osoblje - Jaime Gómez Arellano – miksanje; snimanje bubnjeva i akustičnih gitara - Tony Lindgren – mastering - Teemu Aalto – snimanje akustičnih gitara, bas-gitare i vokala - Sami Makkonen – ilustracije - Hafensatz.de – omot - Terhi Ylimäinen – fotografija |

## Ljestvice
| Ljestvica           | Najviša pozicija |
| ------------------- | ---------------- |
| Austrija            | 15.              |
| Belgija (Flandrija) | 165.             |
| Finska              | 1.               |
| Njemačka            | 5.               |
| Švicarska           | 10.              |